# JOHNNIAC
JOHNNIAC ime je za računalo prve generacije, koje je razvila američka tvrtka RAND na osnovu svog pionirskog računala IAS. JOHNNIAC je pušten u rad 1953. godine, i tvrtka rand ga je koristila sve do 11. veljače 1963. godine.

## Tehnička svojstva
- Arhitektura: Von Neumann, akumulatorska arhitektura + jedan registar Q za kvocijent
- Dužina instrukcije: 20 bita (8 bita za naredbu, 12 bita za adresiranje memorije)
- Brzina računanja: ??
- Broj naredbi: prvotno 86 naredbi,
- Memorija
  - 1024 riječi dužine od 40 bita napravljene od elektronskih cijevi
  - 1954. godine dodata je memorija od željezne jezgre s 4096 riječi
  - 1954. godine dodat je magnetski bubanj s 12,000 riječi
- Proširenja
  - Tranzistorizirana aritmetička jedinica 1956. godine
  - Sat u stvarnom vremenu 1964. godine